# Augusta Jawara
Hannah Augusta Darling Jawara (née Mahoney) naît en mai 1924 et décède le 21 janvier 1981. Elle est la première femme candidate à une élection nationale en Gambie, sous l'égide du PPP. Elle est également une femme de lettres et une militante pour les droits des femmes. Elle a été la première épouse de Dawda Jawara (avant que celui-ci ne devienne le premier président de la Gambie).

## Biographie
Augusta Mahoney est née le 24 mai 1924 au sein d'une éminente famille créole aku et chrétienne. Elle est la sœur de Louise Mahoney, et la fille de Sir John Mahoney, le premier président du Conseil législatif de la Gambie.
Elle étudie à la Mohammedan High School, où elle rencontre son futur mari, Dawda Jawara, avant de suivre une formation en soins infirmiers à Édimbourg, en Écosse. En 1955, elle épouse Dawda Jawara, qui se convertit au christianisme pour ce mariage. Leur premier enfant naît à Édimbourg, où son mari étudie. En 1960, elle se présente comme candidate du Parti populaire du peuple (PPP), le parti dirigé par son mari, aux élections à la Chambre des représentants, sans succès. Elle est alors la première femme candidate à une élection nationale gambienne. 
Une de ses pièces de théâtre, The African King est produite au Festival mondial des arts nègres à Dakar en 1966. En 1967, elle divorce de Dawda Jawara, qui se reconvertit à l'islam. En 1968, elle publie l'ouvrage Rébellion, sous un pseudonyme.  Rébellion est une pièce sur  une jeune fille dans un village rural qui a des difficultés à continuer ses études, alors qu'on veut lui imposer un mariage arrangé. Au moment où cette œuvre est publiée, elle est présidente de l'association Gambia Women's Federation (Fédération des femmes de Gambie), qui s'efforce de venir en aide aux femmes à Banjul.
Elle meurt à Londres, le 21 janvier 1981.

## Œuvres

### Théâtre
- The African King, 1966.
- Rebellion, 1968

### Autres
- "The Gambia Women's Federation", Women Today, Vol. 6, No. 4 (1965), pp. 79–81.